# Bronzové stíny
Bronzové stíny (1990, Shadows in Bronze) je historický detektivní román anglické spisovatelky Lindsey Davisové. Jde o druhý díl dvacetidílné knižní série, odehrávající se v antickém Římě za vlády císaře Vespasiana. Jejím hlavním hrdinou je soukromý informátor (vlastně soukromý detektiv) Marcus Didius Falco, který je také vypravěčem románu.

## Obsah románu
Příběh románu začíná v Římě na jaře roku 71, kdy musí Falco na příkaz císaře Vespasiana diskrétně odstranit rozkládající se mrtvolu tajně popraveného spiklence. Spiknutí proti císaři není totiž ještě plně potlačeno. Jeden ze spiklenců, Gnaeus Atius Pertinax, bývalý manžel dcery senátora Decima Camilla Vera Heleny Justiny, je ve vězení zabit svými druhy, aby nemohl před soudem vypovídat. Propuštěný otrok Barnabas, jeho přítel a zároveň nevlastní bratr, je rozhodnut se pomstít. Založí požár v jednom z římských chrámů, při kterém zahyne další ze spiklenců.
Vespasianus je ochoten zrádcům, kteří se uchýlili do svých vil v luxusních letoviscích, pro klid v říši odpustit. Podle jeho přání se Falco vydá se svým přítelem Petroniem, velitelem aventinské hlídky vigilů (vlastně římské policie Militia Vigilum), a s jeho rodinou do Neapolského zálivu, oficiálně na prázdniny, ale ve skutečnosti předat spiklencům císařovo poselství. Zde se opět setká s Helenou Justinou, se kterou se navzájem milují, ale která je pro něho jako pro plebejce společensky nedosažitelná.
Falco překazí další plány některých zrádců na ohrožení císaře a zjistí, že Barnabas je ve skutečnosti údajně zavražděný bývalý Helenin manžel a zrádce Pertinax. Ten kvůli penězům nutí Helenu, aby se za něho opět provdala, ale je Falconem zabit.
Bronz z titulu románu odkazuje na sochu mladé Heleny.

## Adaptace
- Falco: Shadows in Bronze (2005), rozhlasová hra, BBC World Radio 4, dramatizace Mary Cutlerová.[2]

## Česká vydání
- Bronzové stíny (Praha: BB/art 2002), přeložila Alena Jindrová-Špilarová.
- Ztracené stříbro, Bronzové stíny, Měděná Venuše (Praha: BB/art 2011), přeložila Alena Jindrová-Špilarová.
- Ztracené stříbro, Bronzové stíny, Měděná Venuše (Praha: BB/art 2012), přeložila Alena Jindrová-Špilarová.